# 松山猛
松山 猛（まつやま たけし、1946年8月13日 - ）は日本の作詞家、ライター、編集者。京都府京都市生まれ。京都市立日吉ヶ丘高等学校卒。
ザ・フォーク・クルセダーズおよびサディスティック・ミカ・バンドの黒幕的存在であり、「イムジン河」の作詞者。後に、『BRUTUS』その他の雑誌の編集を務め、常に日本の音楽およびファッションをリードしてきた。
ザ・ドッグ・パウンドのDj2highは息子。

## 経歴
作詞を手がけたザ・フォーク・クルセダーズのデビュー曲『帰って来たヨッパライ』（1967年）が大ヒットする（同曲は元々アマチュア時代のザ・フォーク・クルセダーズの自主制作盤アルバム『ハレンチ』収録、後にプロデビュー・シングル曲になった）。
その後、加藤和彦やサディスティック・ミカ・バンドの作詞を担当、「陰のフォークル」「陰のミカバンド」的な役割を果たした。
他、アグネス・チャンなどの歌謡曲から竹内まりや、オフコース、井上陽水といったニューミュージックの音楽家、TV-CMの曲の作詞も手掛ける。
その後、編集者、ライターとして雑誌『平凡パンチ』、『POPEYE』、『BRUTUS』などで活動。時計やカメラにも造詣が深い。
ライターとしては、『少年Mのイムジン河』（木楽舎）、『ワーズワースの庭で』（扶桑社文庫）、『松山猛の時計王』（世界文化社）など多数の著書がある。雑誌『MEN'S EX』（世界文化社）では時計に関する連載記事を毎月執筆している。

## イムジン河
「帰って来たヨッパライ」がミリオンヒットとなったザ・フォーク・クルセダーズは、松山が作詞した『イムジン河』を発売しようとする（前出『ハレンチ』に収録）。ところが、発売前に数回ラジオで放送後、突如、レコード会社が発売中止として、さらに放送自粛的な雰囲気が広がった。
松山は、コリア・タウンの周辺で育ち、幼少の頃から在日韓国・朝鮮人の友人たちがいた。しかし、通っていた中学校の生徒と朝鮮中級学校の生徒とはいがみあいが絶えず、サッカーの対抗試合を通じて理解を深め合おうと計画し、試合の申込に行った時に「イムジン河」を耳にする。その後、友人となった朝鮮中級学校の生徒から、「イムジン河」を教えてもらったという。
以上のような経過で「イムジン河」を知った松山を含めたザ・フォーク・クルセダーズのメンバーなどの関係者は、曲の由来を知らず、朝鮮民謡と思っていた。しかし、北朝鮮の国歌を書いた朴世永が作詞し、高宗漢が作曲した歌であった。
松山が「イムジン河」を通じての朝鮮中級学校の交流は、『少年Mのイムジン河』という本にまとめられ、この書籍が大ヒットした井筒和幸監督の映画『パッチギ!』の原案となった。

## 主な作品
- アグネス・チャン
  - 妖精の詩（作曲：加藤和彦）
  - いじわる雨の日曜日（作曲：加藤和彦）
  - 雪（作曲：加藤和彦）
  - ふたりの日記（作曲：加藤和彦）
  - Twinky（作曲：加藤和彦）
  - 二人だけのコンサート（作曲：加藤和彦）
- 浅田美代子
  - かえらない夏（作曲：加藤和彦）
- 伊丹幸雄
  - 雨のきずな（作曲：馬飼野俊一）
  - 銀河のカーニバル（作曲:加瀬邦彦）
- 五つの赤い風船
  - 13番街のおもちゃ屋（作曲：加藤和彦）
- 井上陽水（アンドレ・カンドレ）
  - 花にさえ、鳥にさえ（作曲：加藤和彦）
- 小川範子
  - B.F（ボーイフレンド）（作曲:遠藤京子）
- オフコース
  - めぐり逢う今（作曲：オフコース）
- 甲斐バンド
  - メガロポリス・ノクターン（作曲:松藤英男）
- 加藤和彦
  - アーサーのブティック（作曲：加藤和彦）
  - アルカンシェル（作曲：加藤和彦）
  - 家をつくるなら（作曲：加藤和彦）
  - 不思議な日（作曲：加藤和彦）
  - 魔誕樹の木陰（作曲：加藤和彦）
  - 魔法にかかった朝（作曲：加藤和彦）
  - もしも もしも もしも（作曲：加藤和彦）
- ザ・ゴールデン・カップス
  - にがい涙（作詞:デイヴ平尾・松山猛、作曲：エディ藩）
  - 悪魔にだまされた（作曲：ミッキー吉野）
- 坂口良子
  - 風もなく…（作曲：加藤和彦）
  - 傷心（作曲：加藤和彦）
- サディスティック・ミカ・バンド
  - アリエヌ共和国（作曲：加藤和彦）
  - ダンス ハ スンダ（作曲：加藤和彦）
  - 銀河列車（作曲：加藤和彦）
  - 恋のミルキー ウェイ（作曲:高橋幸宏）
  - ピクニック ブギ（作曲：加藤和彦）
  - オーロラ・ガール（作曲:つのだ・ひろ）
  - 墨絵の国へ（作曲：加藤和彦）
  - タイムマシンにおねがい（作曲：加藤和彦）
  - どんたく（作曲：加藤和彦）
  - 四季頌歌（作曲：加藤和彦）
  - Big-Bang,Bang!（愛的相対性理論）（作曲：加藤和彦）
- ジローズ
  - 子供達に聞かせる唄（作曲：加藤和彦）
- 竹内まりや
  - おかしな二人（作曲：加藤和彦）
  - 目覚め〜WAKING UP ALONE〜（作曲:杉真理）
- ザ・フォーク・クルセダーズ
  - イムジン河（日本語詞）（作曲：加藤和彦）
  - 帰って来たヨッパライ（作曲：加藤和彦）※表記上の作詞者は「ザ・フォーク・パロディ・ギャング」
  - オーブル街（作曲：加藤和彦）
- 松田優作 with EX
  - Dusky Town（作曲：羽山伸也）
  - Platinum Night（作曲：梅林茂）
- 森山良子
  - オーブル街（作曲：加藤和彦）
  - 遠い遠いあの野原（作曲：加藤和彦）
  - 樹のうた（作曲:徳武弘文）
  - 暗闇のカーニヴァル（作曲:立川祐二）

## 著作
- 智の粥と思惟の茶 : Field note book（青英舎、1980）後にちくま文庫（1987）
- 都市探検家の雑記帳（文藝春秋、1981）後に文春文庫（1988）
- 僕的東京案内（日本交通公社出版事業局、1983）
- 路上の宝石（青英舎、1983）
- 贅沢の勉強（文藝春秋、1983）
- 楽園紀行（青英舎、1984）
- 僕的京都案内（日本交通公社出版事業局、1984）
- 新八ケ岳原人日記（新潮社、1985）
- 五感の杯（文藝春秋、1986）
- 木の夢石の夢（青英舎、1987）
- カリブの罠　写真小林昭（青英舎、1989）
- 蘇格蘭物語（青英舎、1989）
- せらみか：Book of ceramics（風塵社、1993）
- おろろじ：Book of watches（風塵社、1994）
- てすうと：Book of fabrics（松山猛の“遊び”シリーズ）（風塵社、1994）
- ヴィヴァ!イタリアの職人たち: 神の指をもつ人々の物語（世界文化社、1995）
- ちゃあい：Book of teas （松山猛の“遊び”シリーズ）（風塵社、1995）
- びあじお：Book of travel （松山猛の“遊び”シリーズ）（風塵社、1997）
- 大日本道楽紀行: この国の歩き方（小学館、1998）
- 松山猛の時計王（世界文化社、1998）
- 京の「粋場」歩き（The new fifties. 黄金の濡れ落葉講座）（講談社、1998）
- 松山猛ブランドの世紀: すてきな女性たちのためのブランド図鑑（学習研究社、1999）
- 欧州道楽見聞録: 旅する親父パリ・ロンドン編（世界文化社、1999）
- 松山趣味: 人生を愉快にするモノたち（日本放送出版協会、1999）
- めるかと：Book of markets（松山猛の“遊び”シリーズ）（風塵社、2000）
- 少年Mのイムジン河（木楽舎、2002）
- 松山猛の時計王 2（世界文化社、2003）
- 亜細亜道楽紀行（日本放送出版協会、2004）
- もう話してもいいかな（小学館、2006）
- それでも時は止まらない（世界文化社、2015）

### 共著・編著
- 松山猛の父親倶楽部　松山猛ほか（新潮文庫、1985）
- パパの生きかた知ってくれ（毛利子来の親子塾 ; 5)　松山猛編著 晶文社、1987）
- ワーズワースの庭で　松山猛・フジテレビ「ワーズワースの庭で」 著 フジテレビ出版、1994）後に扶桑社文庫（1996）
- 日本の名随筆 別巻 87　装丁　松山猛　編　作品社、1998）
- 一生モン:人生の質を高める逸品（The new fifties. 黄金の濡れ落葉講座）東理夫・松山猛・出石尚三（講談社、1999）